# Matthew Borlenghi
Matthew Borlenghi est un acteur, réalisateur et scénariste américain, né le 25 mai 1967 à Los Angeles, en Californie (États-Unis).

## Filmographie

### comme acteur
- 1987 : Cannibal Hookers (cy) de Donald Farmer : Dwight
- 1988 : The American Scream de Mitchell Linden : Brent Benziger
- 1989 : L'Enfant du cauchemar (A Nightmare on Elm Street: The Dream Child) de Stephen Hopkins : Jock
- 1991 : La Force du destin (All My Children) (feuilleton TV) : Brian Bodine (#2) (1991-1993, 1996)
- 1995 : Pig Sty (en) (série TV) : Johnny Barzano
- 1997 : Police Academy ("Police Academy: The Series") (série TV) : Richard Casey
- 1999 : Kate's Addiction d'Eric DelaBarre : Ezra Parker
- 2000 : The Crew de Michael Dinner : Young Joey 'Bats' Pistella
- 2000 : Blood Surf (Krocodylus) de James D. R. Hickox : Zack Jardine
- 2001 : Spider's Web (en) de Paul Levine : Bob Smooth
- 2002 : Psychic Murders (vidéo) de Malek Akkad : Ramon
- 2002 : Amour, Gloire et Beauté (The Bold and the Beautiful) (feuilleton TV) : Ziggy Deadmarsh
- 2004 : Dinocrocodile, la créature du lac (Dinocroc) de Kevin O'Neill : Tom Banning
- 2005 : Venice Underground (sv) d'Eric DelaBarre : Detective Bobby D.
- 2006 : Bloody Mary de Richard Valentine : Bobby
- 2006 : Alpha Dog de Nick Cassavetes : John Kirschner
- 2006 : Jack : Jack
- 2007 : Cougar Club de Christopher Duddy : Bartender
- 2007 : The Hit de Terence M. O'Keefe : Robbie Jr.
- 2008 : Jack Rio (en) de Gregori J. Martin (en) : Tommy Jamison / Jack Rio
- 2008 : Skeletons in the Desert de Gregori J. Martin (en) et Joseph Antonio Valle : Detective Luciano

### comme réalisateur
- 2006 : Jack

### comme scénariste
- 2006 : Jack